# Якти-Ялан (Кармаскалинський район)
Якти́-Яла́н (рос. Якты-Ялан, башк. Яҡтыялан) — присілок у складі Кармаскалинського району Башкортостану, Росія. Входить до складу Адзітаровської сільської ради.
Населення — 44 особи (2010; 68 в 2002).
Національний склад:
- татари — 91 %